# Теодоси Антонов
Теодоси Антонов е български скулптор, писател и публицист.

## Биография
Теодоси (псевдоним на Тодор) Петров Антонов е роден на 13 юли 1943 г. в гр. Фердинанд. През 1962 г. е сред учредителите на Групата на художниците в родния си град. Завършва Националната художествена гимназия със специалност „Живопис“ през 1963 г. и Националната художествена академия в София със специалност „Декоративно оформяне на тъкани“ при проф. Марин Върбанов през 1971 г. От 1982 г. е главен уредник в Художествена галерия „Кирил Петров“, гр. Михайловград и директор (1993 – 2010). През периода 1983 – 1991 г. комплектува в галерията експозиция на известни български художници класици, творили от средата на XIX в. до края на XX век.

## Творчество
Работи в редица жанрове на изобразителното изкуство: живопис, графика илюстрация, скулптура, приложни изкуства. От 1971 г. участва в общи художествени изложби в страната. Самостоятелни изложби представя в София, Пловдив, Враца, Видин, Лом, Берковица и Монтана. От 1977 г. творчеството му се насочва трайно в релефа, медала и плакета. Създава малка пластика от бронз, дърво и камък, а медалната скулптура е най-силната му страна. Автор е на голям брой паметници, паметни знаци, паметни отличия и награди, произведения на живописта, оформления на книги. Създател е на герба на град Монтана, на почетния знак и на почетната значка на града. Участва в изложби на световната организация FIDEM – Великобритания (1992); Унгария (1994); Швейцария (1996); Холандия (1998); Германия (2000). Свои творби представя на международни изложби в Италия, САЩ, Япония, Словакия, Полша и др. Негови творби притежават Националната художествена галерия, Софийската градска художествена галерия, редица галерии в страната и специализирани галерии в САЩ, Словакия, Унгария и др.
Създава творби на монументалната каменна пластика: „Движение“ във Видин и „Вълшебната колона“ в Мездра. Негови барелефи на известните кметове на град Фердинанд – Игнат Попов, Тодор Грънчаров и Гоцо Митов, са поставени в централната част на града. Автор е на Войнишкия паметник в гр. Монтана.
Освен с визуални изкуства се занимава и с литературно творчество и публицистична дейност. Издава сборници с разкази, лирика и документална проза. Автор е на стотици критични, публицистични статии и очерци в централния и местния печат. Участва в списването на ежегодния Алманах за литература, изкуство и култура „Огоста“.
Член е на Съюза на българските писатели, на Съюза на българските художници – секция „Скулптура“ и на Съюза на българските журналисти. Дарител е на Регионалния исторически музей, на Художествената галерия и на Държавния архив – гр. Монтана. Носител е на почетния знак на община Монтана за значим принос в сферата на изобразителното изкуство (2003).
Скулптурни творби на Теодоси Антонов са притежание на чуждестранни музеи:
Музей за чуждестранно изкуство „А.С. Пушкин“, Москва (1990):
- „Самота“;
- „Фрагмент“;
- „Евангелист“.

Британски музей, Лондон (1992):
- „Изгорелите икони“;
- „Стара къща“.

Музей на Данте Алигиери, Равена, Италия (1997):
- „Данте е навсякъде и всякога“ – дарение от автора.

- „Самота“, бронзов релеф
- „Фрагмент“, бронзов релеф
- „Евангелист“, бронзов релеф
- „Изгорелите икони“, бронзов релеф
- „Данте е навсякъде и всякога“, кръгов бронзов релеф

## Избрана библиография

### Сборници с разкази
- „Случки от някога, случки днес“ (2001);
- „По диагонала“ (2003);
- „Не беше сън“ (2005);
- „Да поведеш луна / Тресавище за ангели“ (2008);
- „Не убивай напразно / Небесни приумици“ (2009);
- „Моите влакове“ (2017);
- Химия на веселието (2018);
- Влакове греховни (2022).

### Романи
- „Игра на дронове“ (2024).

### Документална проза
- „Толкова някога и след това“ (2020);
- „Явлението Кирил Пенков“ (2024).

### Поезия
- „Изгряването на земята“ (2008);
- Завръщането на конете (2009);
- Маса за двама (2025).

## Награди
- Международна награда, гр. Ниредхаза, Унгария (1984);
- Национална награда за скулптура „Земята на Ботев“, Враца (2012);
- Национална награда за графика „Земята на Ботев“, Враца (2013);
- Национална награда за скулптура „Йордан Радичков“, Монтана (2021).